# Abdosetae hainan
Espèce
Abdosetae hainan est une espèce d'araignées aranéomorphes de la famille des Phrurolithidae.

## Distribution
Cette espèce est endémique de Hainan en Chine,.

## Description
Le mâle holotype mesure 1,82 mm et la femelle paratype 2,33 mm.

## Étymologie
Son nom d'espèce lui a été donné en référence au lieu de sa découverte, Hainan.

## Publication originale
- Fu, Zhang & MacDermott, 2010 : A new genus and new species of corinnid spiders (Aranei: Corinnidae) from southeast Asia. Arthropoda Selecta, vol. 19, no 2, p. 85-89 (texte intégral).